# Zethus rubioi
Zethus rubioi är en stekelart som beskrevs av Stange 1997. Zethus rubioi ingår i släktet Zethus och familjen Eumenidae. Inga underarter finns listade i Catalogue of Life.